# أسد البحر الأسترالي
أسد البحر الأسترالي هو أحد أنواع أسود البحر ، الذي يتناسل فقط على السواحلِ الجنوبية والغربية لأستراليا.